# Makhaira (arma)

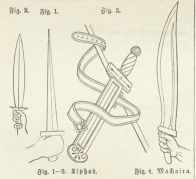
Xiphos (fig. 1-3) e Makhaira (fig. 4) - Ill. da Burton, Richard (1884), The Book of the Sword, Londra, Chatto & Windus

Makhaira (traslitterazione in alfabeto latino del greco antico: μάχαιρα, machaira o anche machaera; PIE *magh-, "combattere") è un termine che gli studiosi moderni utilizzano per descrivere un'antica arma da taglio, generalmente un largo coltello a costola curva. Negli antichi testi letterari greci, μάχαιρα ha invece una varietà di significati, e può riferirsi virtualmente a qualsiasi coltello o spada (prendendo il significato neogreco μαχαίρι): potrebbe quindi essere considerato un bisturi, ma nel contesto marziale è frequentemente applicato ad armi come spade o coltellacci a un solo taglio ricurvo.

Gli studiosi moderni distinguono il makhaira dal kopis (antico termine dal significato simile) basandosi principalmente sulla direzione della curvatura della lama.

## Storia
Queste armi erano di vario genere e dimensione, comprendendo diverse regioni d'origine e non essendo esclusivamente greche. Grazie all'arte greca ci viene mostrato che le armate lacedemoni e persiane utilizzavano armi curve, ma i registri persiani mostrano che la loro principale spada di fanteria era dritta, simile allo xiphos dei greci (cfr. acinaces).
Nel Dizionario delle armi quest'arma viene definita: «antica spada greca, avente la forma di un coltellaccio diritto o ricurvo. Era usato dai greci e dai romani per lo più per uccidere l'essere vivente destinato al sacrificio».
Senofonte riporta che lo xiphos era l'arma più convenzionale per le armate greche del suo tempo, raccomandando inoltre la makhaira per la cavalleria, "μάχαιραν μὲν μᾶλλον ἢ ξίφος ἐπαινοῦμεν" (Xenophon, 12:11).
Nel Nuovo Testamento viene usata la parola makhaira per riferirsi in modo generale a una spada, senza una particolare distinzione tra le armi dei nativi e il gladio dell'esercito romano. Quest'ambiguità sembra aver contribuito all'apocrifo malchus: si suppone che l'apostolo Pietro abbia usato una corta spada ricurva per amputare un orecchio allo schiavo chiamato Malco durante l'arresto di Gesù. Poiché nel Nuovo Testamento l’arma è chiamata makhaira secondo l’antica terminologia, non si può stabilire con certezza di quale tipo fosse.
Makhaira in latino diventa machaera, "spada". In Greco moderno, μαχαίρι significa "coltello."

### Fonti
- Senofonte, Sull'equitazione (testo greco)

### Studi
- Burton, Richard (1884), The Book of the Sword, Londra, Chatto & Windus .
- F. Quesada Sanz, Máchaira, kopís, falcata,  in: Homenaje a Francisco Torrent, Madrid, 1994.
- Tarassuk & Blair, s.v. «kopis», su: The Complete Encyclopedia of Arms and Weapons, 1979.
- Liddel & Scott, A Greek-English Lexicon, ninth edition, 1996.